# Espiral de la muerte (hormigas)

Espiral de la muerte

Una espiral de la muerte o círculo mortal es un fenómeno observado en el que un grupo de hormigas guerreras, que son ciegas, se separan del grupo principal de forrajeo, pierden la pista de feromonas y comienzan a seguirse, formando un círculo que gira continuamente. Las hormigas finalmente morirán de agotamiento. Se ha reproducido en laboratorios y se ha producido en simulaciones de hormigueros. El fenómeno es un efecto secundario de la estructura autoorganizada de las colonias de hormigas. Cada hormiga sigue a la hormiga que está delante de ella, lo cual funciona hasta que algo sale mal, y se forma una espiral de la muerte.
Fue descrito por primera vez por el naturalista estadounidense William Beebe en 1921, quien observó una espiral de 370 m de circunferencia. A cada hormiga le costaba 2 horas y 50 minutos hacer una vuelta completa. Según Beebe, la espiral duró más de dos días, hasta que un trabajador de la zona rompió el círculo mortal, al borrar parte del rastro de feromonas fallido. También fue estudiado por el psicólogo animal estadounidense Theodore Schneirla.
Se han observado fenómenos parecidos en orugas procesionales y en peces.